# Robert Hamerling
Robert Hamerling (ur. 24 marca 1830, w Kirchberg am Walde, Austria, zm. 13 lipca 1889, w Grazu, Austria) – austriacki poeta i dramatopisarz.

## Życiorys
Urodził się w biednej rodzinie w Kirchberg am Walde, w Dolnej Austrii. Już w dzieciństwie jego wczesne próby dramatyczne zwróciły uwagę kilku wpływowych osób. Z ich pomocą młody Hamerling uczęszczał do gimnazjum w Wiedniu, a następnie studiował filozofię i nauki przyrodnicze na Uniwersytecie Wiedeńskim.
Podczas Wiosny Ludów 1848 r. został członkiem legionu akademickiego, z którym w 1849 r. brał udział w obronie Wiednia przed wojskami Cesarstwa Austrii dowodzonymi przez Alfreda I, księcia Windisch-Grätz. Po upadku rewolucji był zmuszony ukrywać się przez kilka tygodni, by uniknąć aresztowania.
W 1855 r. został dyrektorem gimnazjum w Trieście. Wskutek wieloletniej choroby w 1866 r. przeszedł na rentę, która w uznaniu jego dorobku literackiego została podwyższona przez rząd do kwoty pozwalającej mu na spokojne życie. Zmarł w swoim domu w Stiftingstal pod Grazem, w Austrii.
Zbiorowe wydanie dzieł Hamerlinga zostało opublikowane przez M. M. Rabenlechnera (Hamburg, 1900).

## Twórczość
- Venus im Exil (1858)
- Łabędzi śpiew romantyzmu Ein Schwanenlied der Romantik. Mit einem Anhange von Hymnen (1862)
- Ahasver in Rom (1866) - poemat epiczny o Neronie
- Der König von Sion (1869) - poemat epiczny
- Danton und Robespierre (1870-1871) - dramat
- Teut (1972) - dramat
- Die sieben Todsünden (1872)
- Lord Lucifer (1880) - dramat
- Blätter im Winde (1887)
- Amor und Psyche (1882)
- Homunculus (1888) - poemat
- Aspasia (1876) - powieść z czasów rzymskich
- Stationen meiner Lebenspilgerschaft (1889) - pisma autobiograficzne
- Lehrjahre der Liebe (1890) - pisma autobiograficzne
- Die Atomistik des Willens t.1-2 (1890) - pisma filozoficzne

W Polsce jego twórczość tłumaczyła m.in. Maria Konopnicka.